# Ялухин, Николай Петрович
Николай Петрович Ялухин (апрель 1895, Пермская губерния — 1937) — советский политический деятель, председатель Новосибирского горсовета (1932—1935).

## Биография
Родился в апреле 1895 года в Пермской губернии. Из семьи служащего. Был токарем в Нижнем Тагиле до 1917 года, поднее работал в Омске продавцом.
В послереволюционный период — сотрудник Каинского совдепа (1917—1918). С 1918 по 1919 год отбывал срок в Каинской тюрьме.
В 1919—1922 годах — служащий продовольственных органов в Омске. Председательствовал в Славгородском уисполкоме (1923—1925), а также Каменском (1925—1928) и Канском (1928—1930) окрисполкомах.
С 1930 по 1932 год — заведующий краевого земуправления в Новосибирске. В 1932—1935 годах занимал пост председателя Новосибирского горсовета, в 1935—1937 — уполномоченного Комитета заготовок при СНК СССР по Западно-Сибирскому краю.
Член Президиума Сибкрайисполкома (1926—1930), ВЦИК (1930—1934) и ЦИК (1935—1937).
Арестован 27.05.1937 по обвинению в причастности к а/с террористич. организации, ст. 58-7,8,11 УК РСФСР. Осужден Военной коллегией Верх. суда СССР 27.10.1937 к ВМН. Расстрелян в тот же день. Реабилитирован 30.01.1958.